# Маріано Луїс де Уркіхо
Маріано Луїс де Уркіхо-і-Муґа (ісп. Mariano Luis de Urquijo y Muga; 1769–1817) — іспанський політик, двічі очолював іспанський уряд за правління Карла IV та Жозефа Бонапарта.

## Життєпис
Народився у знатній баскській родині. Вивчав право у Мадриді та у Саламанці. Деякий час він жив в Ірландії, після чого повернувся на батьківщину, де вступив на службу до міністерства закордонних справ.
Незважаючи на симпатії Уркіхо до Франції 12 лютого 1799 року його було призначено на посаду державного секретаря. На посту глави уряду він робив усе можливе, щоб обмежити владу інквізиції, що призвело до ворожнечі зі Святим Престолом. Був уснутий від посади через спротив французькій інтервенції до Португалії.
Після завоювання Іспанії Наполеоном та сходження на престол його брата Хосе I Маріано Уркіхо знову був призначений на пост державного секретаря. Після невдалого замаху на короля Уркіхо згодився лише на те, щоб підтримати Бонапарта у війні проти власного народу. Після поразки Хосе I Уркіхо втік до Франції.